# Индуизм в Японии

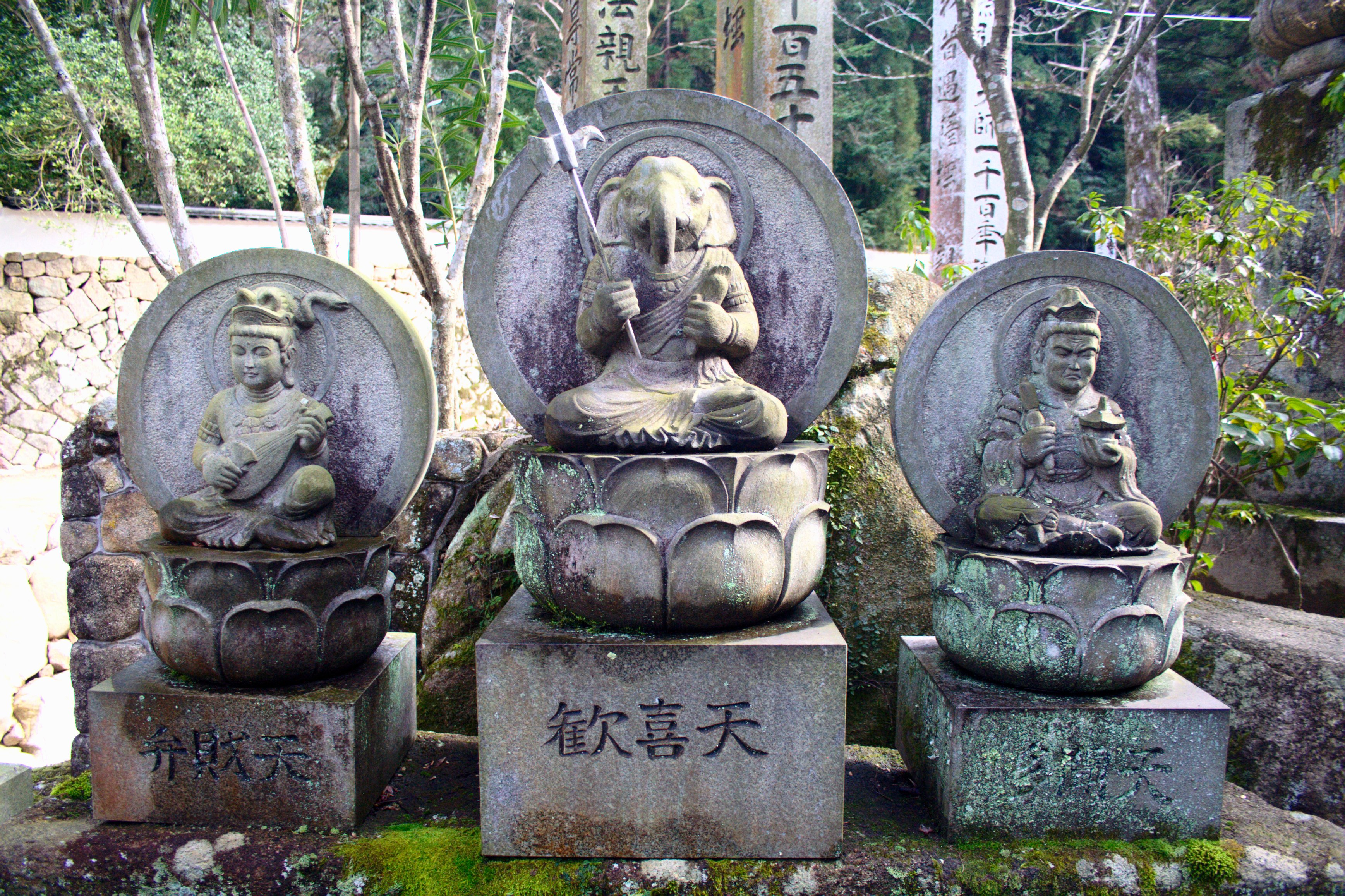
Слева направо Сарасвати, Ганеша и Кубера.

Индуизм, в отличие от тесно связанного с ним буддизма, является непопулярной религией в Японии. Несмотря на это, он сыграл довольно значительную роль в её культуре.

## Влияние на культуру
Индуизм в Японии сыграл важную роль в формировании японской культуры. В основном это связано с тем, что многие буддийские верования и традиции (которые имеют общий дхармический корень с индуизмом) попали в Японию из Китая через Корейский полуостров в VI веке. Одним из свидетельств этого являются японские «Семь богов удачи», четыре из которых произошли от индуистских божеств: Бэндзайтэн (Сарасвати), Бишамон (Вайшравана или Кубера), Дайкокутэн (Махакала/Шива) и Китидзётэн (Лакшми).
Бендзайтен прибыла в Японию в VI-VIII веках, в основном благодаря переводам Сутры золотого блеска (金光明経), в которой есть раздел, посвящённый ей. Она также упоминается в Лотосовой сутре. Сутра Золотого Света стала одной из самых важных в Японии из-за своего послания, в которой написано, что Четыре Небесных Царя защищают правителя, который правит страной должным образом. Индуистский бог смерти Яма известен у буддистов как Энма. Гаруда известен в Японии как Карура (迦楼羅). Теннин произошёл от апсар. Другие примеры индуистского влияния на Японию включают веру в «шесть школ» или «шесть доктрин», а также занятия йогой и строительство пагод. Многие аспекты индуистской культуры, которые повлияли на Японию, также повлияли на китайскую.
Люди написали книги о поклонении индуистским богам в Японии. Утверждается, что даже сегодня Япония поощряет более глубокое изучение индуистских богов.
Индуизм исповедуют в основном индусские мигранты. По состоянию на 2016 год в Японии проживает 30 048 индусов. Большинство из них - индуисты. Многие японцы по-прежнему почитают индуистских богов. В Японии есть несколько индуистских храмов:
- Храм Ширди Саи Баба в Токио
- ИСККОН Нью-Гая
- Храм Бензайтенсама (Храм Сарасвати)
- Храм Ганеши, Асакуса